# Ernst Hugo von Wolf

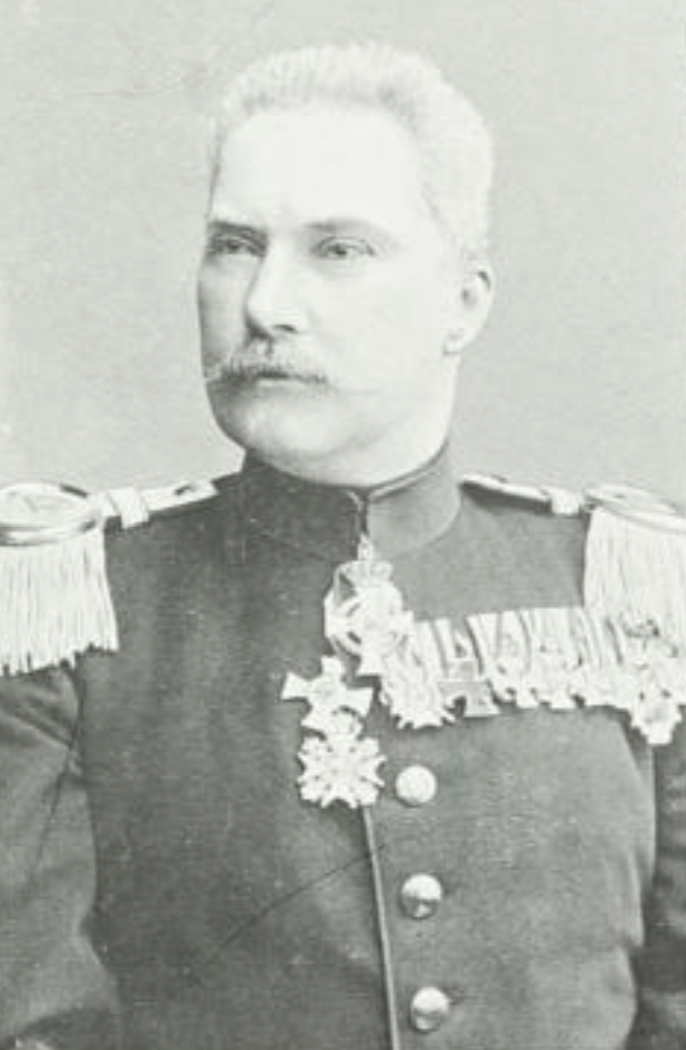
Ernst Hugo von Wolf

Ernst Hugo von Wolf (* 12. Oktober 1838 in Freiberg; † 10. September 1913 in Bärenfels) war ein sächsischer Generalmajor.

## Leben

### Herkunft
Seine Eltern waren der sächsische Oberstleutnant Karl Heinrich August von Wolf (* 6. August 1794; † 5. Februar 1873) und dessen Ehefrau August Therese Wilhelmine von Nostitz (* 22. Oktober 1809; † 2. Mai 1847), Tochter von Karl von Nostitz-Drzewiecky.

### Militärlaufbahn
Wolf wurde 1855 Portepeejunker bei der Artillerie der Sächsischen Armee. Im Folgejahr erfolgte die Beförderung zum Leutnant, neun Jahre später diejenige zum Oberleutnant. 1867 wurde Wolf Hauptmann sowie Adjutant der Artillerie-Brigade Nr. 12. Es folgten Stationen bei der Festungsartillerie (1870) und die Teilnahme am Krieg gegen Frankreich, wofür Wolf u. a. mit dem Eisernen Kreuz II. Klasse ausgezeichnet wurde. 1872 war er im Generalstab tätig. 1874 kam Wolf als Major zum 1. Fußartillerie-Regiment; es folgte die Ernennung zum Bataillonskommandeur sowie 1879 die Beförderung zum Oberstleutnant. 1880 wurde er Regimentskommandeur und 1882 Oberst.
Am 20. Dezember 1886 wurde Wolf zum Kommandeur des 2. Feldartillerie-Regiments Nr. 28 ernannt. Unter gleichzeitiger Beförderung zum Generalmajor folgte am 1. Februar 1889 seine Ernennung zum Kommandeur der 1. Artillerie-Brigade Nr. 12. In dieser Stellung erhielt Wolf am 7. September 1889 den Roten Adlerorden II. Klasse. Am 22. September 1890 wurde Wolf zur Disposition gestellt und anlässlich seiner Verabschiedung verlieh ihm König Albert das Komturkreuz I. Klasse des Albrechts-Ordens.

### Familie
Ernst Hugo von Wolf heiratete im September 1868 in Dresden Karoline Luise „Lonny“ von Oppell (1846–1933). Das Paar wohnte ab der Heirat im Haus Ebenrecht (Nizzastraße 53, Ecke Gutenbergstraße, heute abgebrochen und mit Hotel bebaut) der Familie von Oppell in der Oberlößnitz vor den Toren der Residenzstadt Dresden. Sie hatten neun Kinder, darunter Hansheinrich von Wolf, den Bauherrn des sogenannten Schlosses Duwisib im heutigen Namibia, und Egon von Wolf, als Korvettenkapitän 1912 Kommandant der Berlin. Zudem waren sie durch ihre Tochter Christina (1880–1946) die Schwiegereltern des späteren Generals der Artillerie Horst von Metzsch. Einer von Wolfs Vorfahren war der sächsische Generalleutnant und Festungskommandant der Festung Königstein, Karl von Nostitz-Drzewiecky. Seine Schwiegermutter Elisabeth von Oppell geb. von Mellish (1816–1897) war eine Tochter des vom preußischen König geadelten Schiller-Übersetzers Joseph Charles von Mellish of Blyth.

## Auszeichnungen
Zu seinem Lebensende waren Wolf folgende Auszeichnungen verliehen:
- Ritter I. Klasse des Verdienstordens mit Schwertern
- Dienstauszeichnungskreuz
- Kronen-Orden II. Klasse
- Österreichisches Militärverdienstkreuz mit Schwertern
- Kommandeur II. Klasse des Ordens Heinrichs des Löwen
- Großoffizier des Leopoldsordens